# Internationalt Forbund af Religiøse Socialister
Internationalt forbund af religiøse socialister (eng. International League of Religious Socialists, ILRS), er et internationalt forbund af religiøse socialister, som grundlagdes i 1920erne. Deres medlemsantal nærmer sig 200 000 socialister med forskellige trosopfattelser i socialistiske, socialdemokratiske og arbejderpartier, nu over hele verden, men i begyndelsen kun fra Europa.
De arbejder for globalisering og menneskerettigheder, og forsøger at modvirke marginalisering, religiøs fundamentalisme, og at religionen anvendes som et værktøj for politisk konservatisme.
Vedtægtsdokumentet for deres demokratisyn blev vedtaget på en kongres i 2000, påvirket af Sustainable Democracy: Policy for Government by the People in the 21st Century, et skrift af det svenske Justitiedepartementet, den svenske regering (SOU 2000:1). Seneste kongres blev afholdt i 2003 i Luzerne, Schweiz.
Publicerer sit tidskrift Faith, der er en kvartalsvis.
Blandt medlemmerne kan nævnes den svenske Broderskapsrörelsen (Nuværende præsident er Pär Axel Sahlberg, Sverige), som er samarbejdspartner med Socialistinternationalen og dets medlemmer "for at opnå fælles mål".

## Eksterne links
- ILRS